# Shenzhou 8

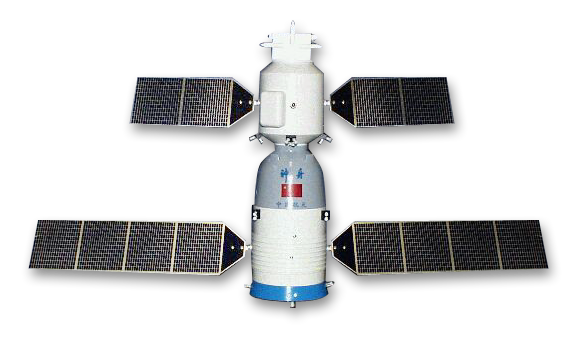
Maquete da nave Shenzhou.

Shenzhou 8 foi a quinta missão não-tripulada do Programa Shenzhou, da Administração Espacial Nacional da China, lançada em 31 de outubro de 2011. O voo, ocorrido depois de três missões tripuladas consecutivas, foi usado para fazer testes de acoplagem com o módulo laboratório chinês Tiangong 1, colocado em órbita um mês antes.
A nave foi automaticamente acoplada à estação em 2 de novembro, durante a escuridão orbital, de maneira a diminuir a interferência do brilho do Sol nos sensíveis equipamentos de navegação e de acoplagem.  Doze dias depois de acoplada, a nave foi novamente desacoplada e novo acoplamento foi realizado, desta vez sob a luz total do Sol. A separação, aproximação e novo acoplamento em 14 de novembro,  foi feito para testar a precisão e a confiabilidade dos sensores num ambiente com forte iluminação. Uma primeira acoplagem manual será feira pela missão Shenzhou 9, lançada do Centro de Juiquan em 16 de junho de 2012 e no momento à caminho da estação com seus três tripulantes. Apenas a União Soviética (Rússia), Japão e a Agência Espacial Européia realizaram acoplagens por controle remoto antes da China.
A missão também realizou experiências controladas de terra com amostras biológicas fornecidas pela Alemanha e pela ESA, no que foi considerado um exemplo de cooperação internacional no campo dos voos espaciais tripulados pela direção do programa espacial chinês.
Depois dos dois testes bem sucedidos, a nave deixou a órbita e pousou na Mongólia Interior em 17 de novembro de 2011.